# Ященко, Вадим Юрьевич
Вади́м Ю́рьевич Я́щенко (укр. Вадим Юрійович Ященко; 1998) — украинский военнослужащий, майор, участник российско-украинской войны. Герой Украины (2022).

## Биография
Родился в 1996 году. В 2017 году окончил командно-штабной факультет Национальной академии Национальной гвардии Украины. В сентябре 2018 года стал финалистом квалификационных испытаний по получению берета с отличием Национальной гвардии Украины, был награждён специальным кубком «За волю к победе».
Летом 2022 года принимал активное участие в боях за освобождение Харьковской области. Во время одного из боёв спас тяжелораненого командира группы подполковника Алексея Осипенко, при этом сам получил тяжёлое ранение и проходил лечение в течение четырёх месяцев.
По состоянию на конец 2024 года — майор, заместитель командира отдельного отряда специального назначения «Омега».

## Награды
- Звание «Герой Украины» с удостоением ордена «Золотая Звезда» (27 декабря 2022) — за личное мужество и героизм, проявленные в защите государственного суверенитета и территориальной целостности Украины, верность военной присяге[1].